# Kristof Hahn
Kristof Hahn, nebo také Christoph, (* 6. února 1959) je německý kytarista a překladatel. Hraje převážně na lap steel kytaru. V osmdesátých letech vydal několik singlů s kapelami The Legendary Golden Vampires a The Nirvana Devils. V letech 1989 a 1991 vydal dvě EP s vlastním projektem Justice Hahn; na prvním z nich hrál například bubeník Thomas Wydler, druhé produkoval americký hudebník Alex Chilton. Od konce 80. let působí s přestávkami v americké skupině Swans. Spolu s jejím lídrem, Michaelem Girou, působil také v kapele Angels of Light. Spolu se zpěvačkou Violou Limpet tvořil soubor Les Hommes Sauvages. V roce 2017 hrál na albu 20 Years in a Montana Missile Silo kapely Pere Ubu. Z angličtiny do němčiny přeložil například knihy Huberta Selbyho, Bobbyho Gillespieho a Christophera Moorea.